# Vřetenuška čičorková

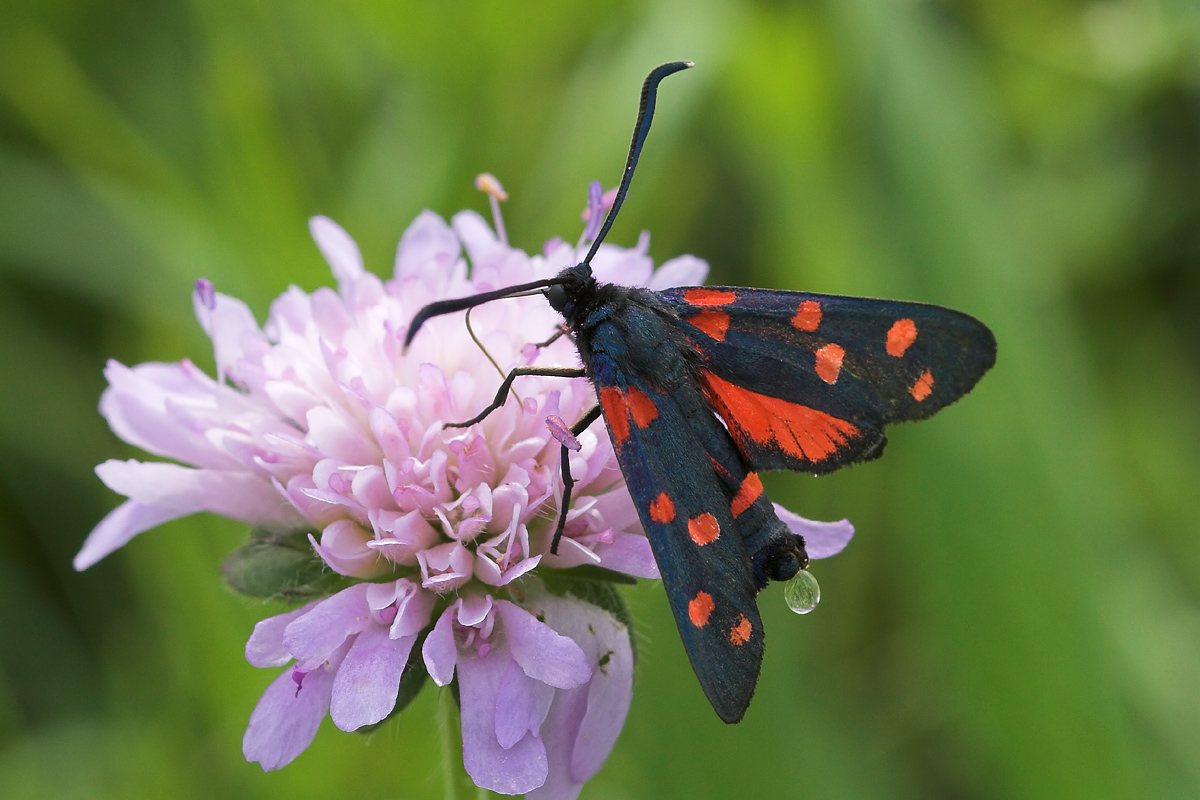
Vřetenuška čičorková, červená forma

Vřetenuška čičorková (Zygaena ephialtes, (Linnaeus,1767)) je motýl z čeledi vřetenuškovití. Tento druh se vyskytuje v několika barvených variacích.

## Popis

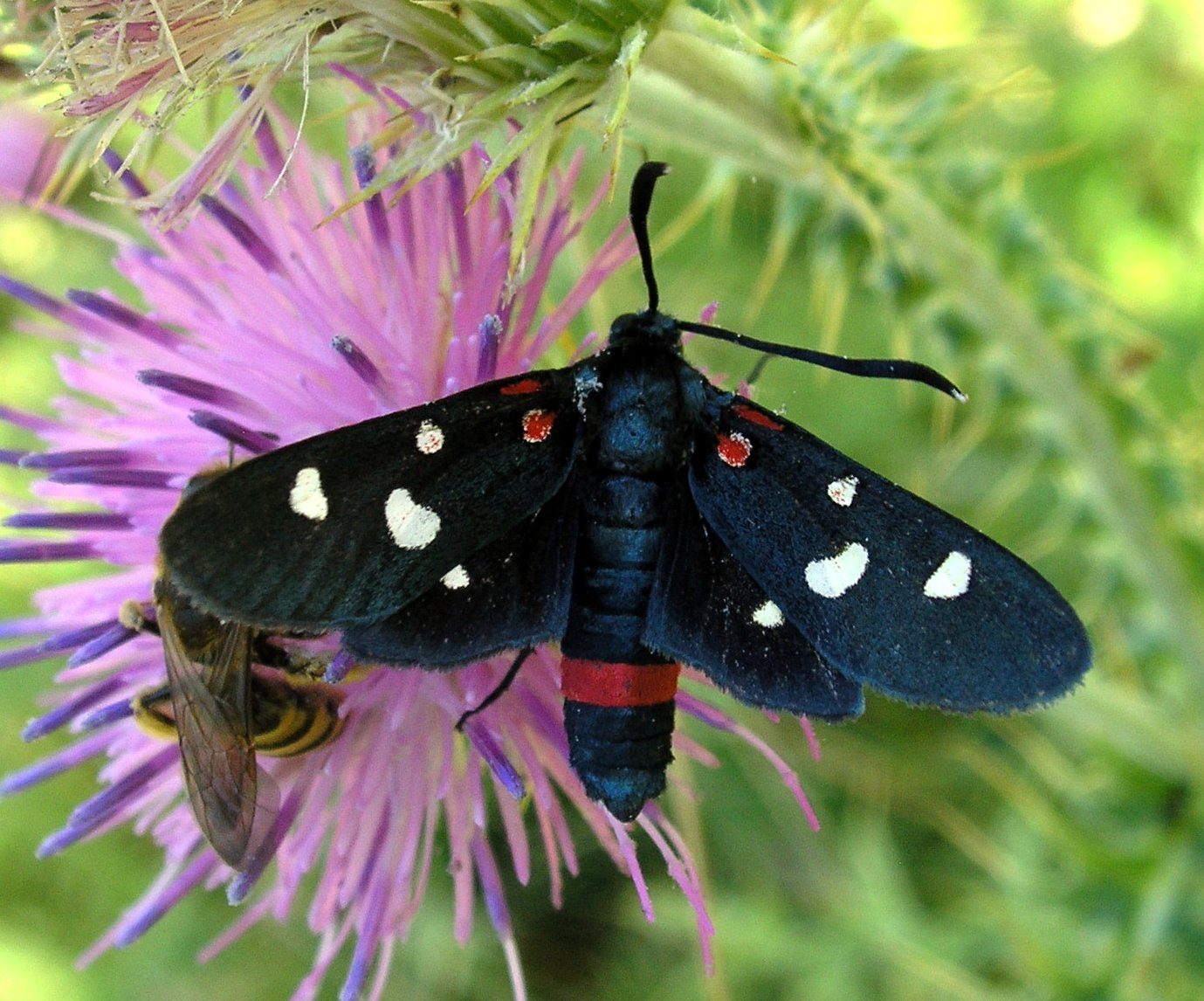
Barevná forma červená – bílá

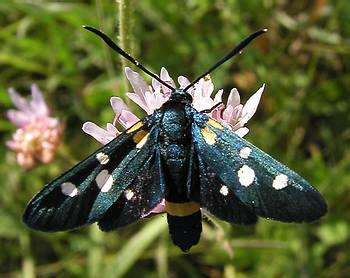
Barevná forma žlutá – bílá

Rozpětí křídel u tohoto druhu se pohybuje v rozmezí 30–40 mm. Tato vřetenuška má tělo i křídla zabarvené černě s kovovým zeleným až zelenomodrým odleskem. Na zadečku je vždy přítomný opasek červené nebo žluté barvy. Vřetenuška čičorková je podobná vřetenušce obecné, která má na předním horním křídle šest teček, ale nemá opasek. Počet skvrn na předním křídle se může lišit od 5 až 6 skvrn. Zadní křídla mohou mít červenou nebo žlutou skvrnu s černým lemem, mohou být ale černá celá. Mimo červenou a žlutou barvu teček a opasku mohou být skvrny bílé, červenobílé nebo žlutobílé. Rozdíly v kresbách a těchto znacích se řídí podle Mendelových zákonů dědičnosti. Červená barva je fenotypově dominantní a žlutá regresivní. Celkově je popsáno několik forem.

### Podobné druhy
- vřetenuška obecná (Zygaena filipendulae)
- běloskvrnáč pampeliškový (Amata phegea) – běloskvrnáč patří mezi noční motýly, jeho skvrny jsou vždy bílé a je jich více, opasek vždy žlutý, může mít až dva

## Rozšíření
Západopalearktický druh. Vyskytuje je od západu Evropy – Pyreneje, Francie přes střední až jihovýchodní Evropu, od Ukrajiny do jižního Uralu a Turecka. Jedná se o nehojný, lokální druh. V České republice se vyskytuje roztroušeně na území Čech a Moravy, především na xerotermních lokalitách pahorkatin a v teplých oblastech nížin.

## Stanoviště
Tato vřetenuška obývá výslunné svahy a náspy, lesostepi a křovinaté stepi, slunné lesní okraje, mýtiny, paseky a opuštěné kamenolomy. Živnou rostlinou housenek je čičorka pestrá (Securigera varia), na jihu Evropy pak podkovka křovitá (Hippocrepis emerus).
Vřetenušky všeobecně rády vyhledávají růžově až fialově kvetoucí rostliny, často se dají nalézt na chrastavci, chrpách, pcháčích, dobromyslu aj.

## Ochrana
Dle Červeného seznamu ohrožených druhů je tento druh klasifikován jako NT – téměř ohrožený. V České republice není legislativně chráněn. Lokality výskytu vřetenušky jsou ohroženy intenzivním obhospodařováním nebo sukcesí.

## Vývoj a chování
Tento motýl létá v jedné generaci – od začátku července do srpna. Housenky jsou zelené s černými a žlutými skvrnami. Kokony jsou umístěny na vysokých bylinách nebo keřích a mají stříbřitě bílou barvu.